# Macrodasyida
Macrodasyida é uma ordem de vermes do filo Gastrotricha.

## Famílias
- Dactylopodolidae
- Lepidodasyidae
- Macrodasyidae
- Planodasyidae
- Thaumastodermatidae
- Turbanellidae